# Karl Horst Hödicke
Karl Horst Hödicke (* 21. Februar 1938 in Nürnberg; † 8. Februar 2024 in Berlin) war ein deutscher Maler.
Er gilt „als einer der Wegbereiter des deutschen Neoexpressionismus […] und als einer der wichtigsten Anreger der sogenannten Neuen Wilden und – neben Baselitz, Immendorff, Lüpertz, Koberling und Penck – als bedeutender Vertreter der Neuen Figuration.“

## Leben

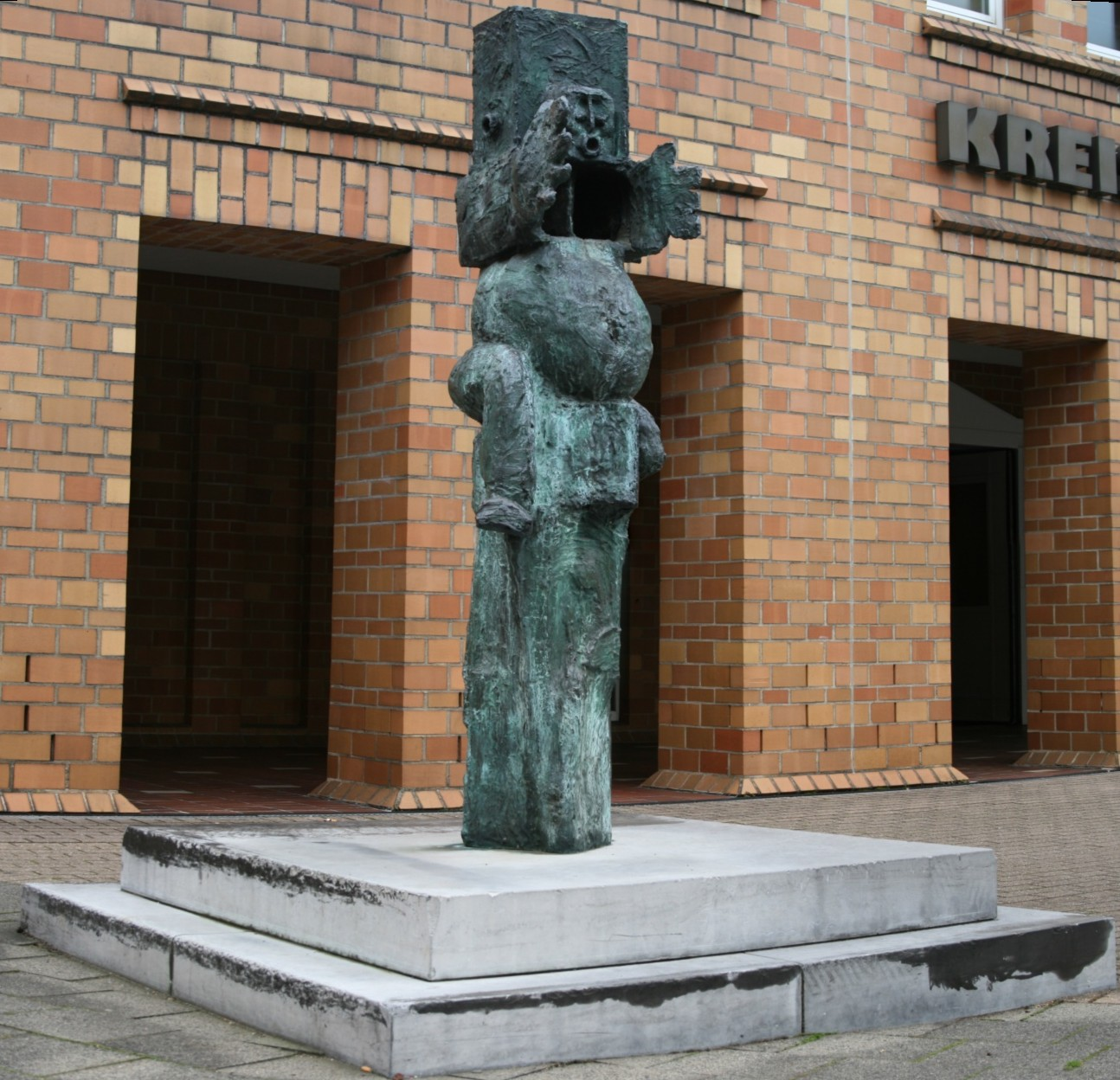
Bronzeskulptur Kaspar (in der Viersener Skulpturensammlung)

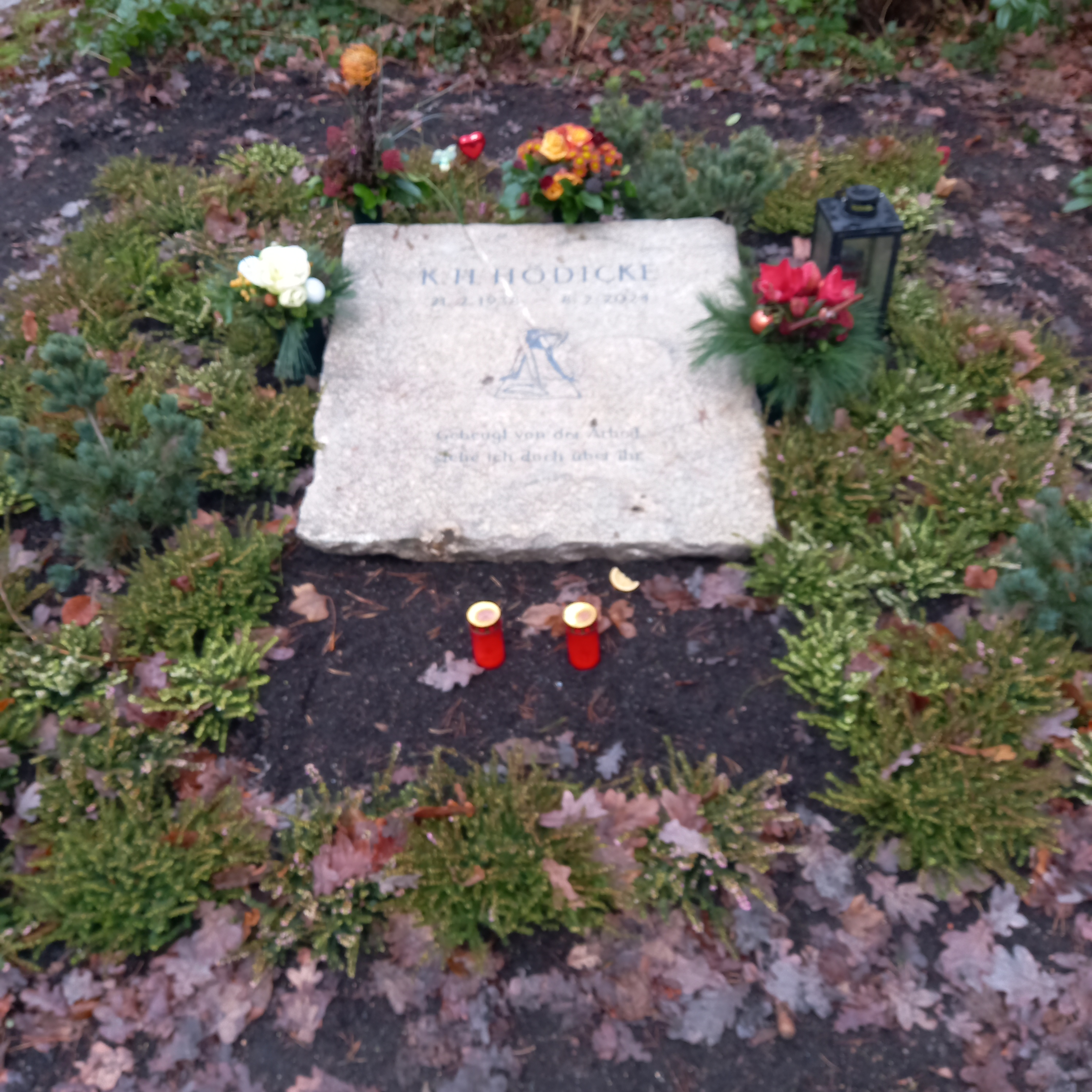
Das Grab von Karl Horst Hödicke auf dem Waldfriedhof Zehlendorf

Karl Horst Hödicke wurde 1938 in Nürnberg geboren; seine Familie floh mit ihm 1945 nach Wien, wo die Mutter starb. 1957 zog er mit seiner Familie nach Berlin, wo er von 1959 bis 1964 Architektur an der Technischen Universität Berlin studierte, jedoch bereits nach einem Semester an die Hochschule der Künste Berlin wechselte und bei Fred Thieler Malerei studierte.
1961 wurde er zusammen mit Bernd Koberling Mitglied der Gruppe Vision. 1964 gründete er u. a. mit Markus Lüpertz und Bernd Koberling die legendäre Produzenten- oder Selbsthilfegalerie Großgörschen 35. Für ein Werk seiner ersten Ausstellung dort erhielt er den Deutschen Kunstpreis der Jugend für Malerei. Hödicke hielt sich von 1966 bis 1967 in Amerika auf, wo er experimentelle Kurzfilme produzierte, die zumeist seinen New-York-Aufenthalt reflektieren.
Von 1966 bis 1967 erhielt er ein Stipendium für die Villa Massimo. Anschließend widmete er sich auch plastischen Experimenten, bei denen er aus an der Wand oder Decke hängenden Eimern oder Tonnen schwarzen Teer ausfließen ließ (Kalter Fluß, 1969), was bei Zimmertemperatur Wochen dauerte und so den Prozesscharakter betonte.
1974 wurde Hödicke als Professor einer eigenen Malereiklasse an die Berliner Hochschule der Künste berufen, wo er bis 2005 unterrichtete. In seiner Klasse studierten u. a. Helmut Middendorf, Barbara Heinisch, Salomé, Cheng Yuzheng und Jan Muche. Ab 1980 war er ordentliches Mitglied der Akademie der Künste Berlin. 1983 erhielt er den Deutschen Kritikerpreis und 1998 den Fred-Thieler-Preis für Malerei der Berlinischen Galerie. Er war Mitglied im Deutschen Künstlerbund.
Hödicke lebte und arbeitete in Berlin, wo er im Februar 2024 im Alter von 85 Jahren starb.

## Ausstellungen (Auswahl)
- 1964: Großgörschen 35, Berlin
- 1965: Passagen. Verzerrungen, Galerie René Block, Berlin
- 1966–77: weitere Einzelausstellungen in der Galerie René Block, Berlin
- 1977: Badischer Kunstverein, Karlsruhe
- 1977: documenta 6, Kassel[5]
- 1981: Bilder 1962–1980, Haus am Waldsee, Berlin
- 1981–96: Kunsthalle Emden; Von der Heydt-Museum, Wuppertal. notturnus, Galerie Wolfgang Gmyrek, Düsseldorf.
- 1984: Berlin + mehr, Kunstverein Hamburg
- 1986–87: Gemälde, Skulpturen, Objekte, Filme, Kunstsammlung NRW, Düsseldorf, Städtische Kunsthalle Mannheim, Städtische Galerie Wolfsburg
- 1987: Bronzen, Galerie Wolfgang Gmyrek,  Düsseldorf und Galerie Skulima, Berlin
- 1990: Tiger, Studio d’Arte Cannaviello, Mailand
- 1991: 89/90 Materialien, Galerie Gmyrek, Düsseldorf
- 1992: Kunstverein Ingolstadt
- 1992: K. H. Hödicke malt Elvira, Raab Galerie Berlin; Galeria Juana Mordó, Madrid
- 1993: Berliner Ring. Bilder und Skulpturen 1975–1992, Neuer Berliner Kunstverein in der Orangerie im Schloss Charlottenburg; Kunstmuseum Düsseldorf
- 1995: Operation Cranach, Galerie Wolfgang Gmyrek, Düsseldorf
- 1996: Bronzen und Zeichnungen, Galerie Wolfgang Gmyrek, Düsseldorf
- 1997: havapaintamilkaday. Bilder von der Westküste Irlands
- 1999: Bilder und Zeichnungen, Royal Hilbernion Gallery, Dublin
- 2004: paratatatam, Ausstellung im Foyer der LBS
- 2005: Touché [1974-2005] Klasse Hödicke an der UdK, Universität der Künste, Berlin
- 2005: Großgörschen 35 und Folgen, Galerie Eva Poll, Berlin; RAAB Galerie, Berlin
- 2008: K. H. Hödicke – Kohlen 1975–1982, Galerie Wolfgang Gmyrek, Düsseldorf
- 2008: achtzig mal hundert, Glaspalast Augsburg
- 2009: aus/gezeichnet/zeichnen, Akademie der Künste, Berlin
- 2011: karborundum, ...blessent mon coeur d’une langueur monotone. (Paul Verlaine), Galerie Wolfgang Gmyrek, Düsseldorf
- 2011: Zeichnungen und Bronzen, Krefelder Kunstverein e. V.
- 2013: K. H. Hödicke. Malerei, Skulptur, Film, Berlinische Galerie
- 2016: Karl Horst Hödicke, König Galerie, Berlin
- 2018: Frühe Objekte – Späte Bilder, König Galerie, Berlin
- 2020: German Pop – Thomas Bayrle, K. H. Hödicke, Jörg Immendorff, Sigmar Polke, Museum Brandhorst, München
- 2020: K. H. Hödicke. Eine Retrospektive, Pinakothek der Moderne, München
- 2020: K. H. Hödicke, PalaisPopulaire, Berlin[6]
- 2020: K. H. Hödicke, Hall Art Foundation, Schloss Derneburg Museum, Derneburg
- 2023: Karl Horst Hödicke. 030, König Telegraphenamt, Berlin

## Öffentliche Sammlungen
- Bayerische Staatsgemäldesammlungen, München
- Berlinische Galerie, Berlin
- Busch-Reisinger Museum, Cambridge, MA
- Hamburger Bahnhof, Berlin
- Harvard University Art Museums, Cambridge, MA
- Kunsthalle Bremen
- Kunsthalle Emden
- Kunsthalle Hamburg
- Kunsthalle Mannheim
- MACBA, Barcelona
- Museum Bochum
- Museum of Modern Art, New York
- Museum Wiesbaden
- Neue Galerie, Kassel
- Neues Museum Weserburg, Bremen
- Pinakothek der Moderne, München
- Sammlung zeitgenössischer Kunst der Bundesrepublik Deutschland, Bonn
- Sinclair House, Bad Homburg
- Skulpturensammlung Viersen
- Sprengel Museum, Hannover
- Staatliche Museen zu Berlin
- Staatsgalerie Stuttgart
- Zentrum für Kunst und Medientechnologie, ZKM, Karlsruhe
- Maclaurin Art Collection, Ayr Schottland
- Neues Museum Nürnberg
- Museum Brandhorst